# 圖-334

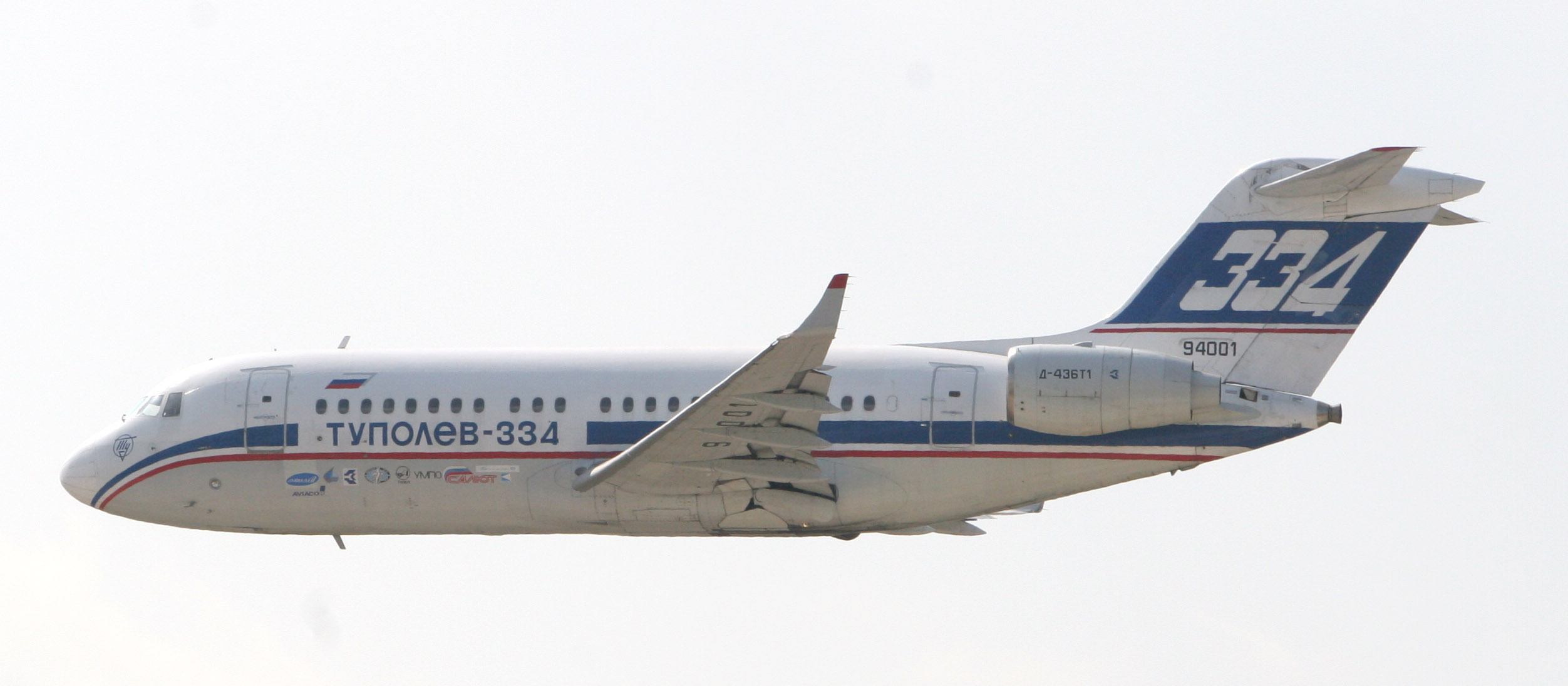
圖-334

圖-334（羅馬化：Tu-334）是俄羅斯圖波列夫開發的客機型號之一，其目的是取代機齡漸長的圖-134客機。在設計方面，圖-334的機身使用圖-204的設計，但其長度則被改短，機尾採用T字形設計。最大载客量102人（图-334-100），航程3000公里。增加燃料箱后可增至6400公里。

## 開發
在1990年代早期，圖波列夫開始研發圖-334客機，但因為隨後的蘇聯解體，以及研發資金的問題，而導致進展緩慢。至1995年，首架原型機公開展示。1999年2月8日，圖-334首度試飛，及後圖波列夫方面與軍機廠商米格簽約，要求米格生產飛機部分零件。
圖波列夫共接到112架圖-334客機的訂單，但因為資金短缺，以致產品認證及量產等方面均需要延期進行。
2009年中，由前蘇聯設計局合組的聯合航空製造公司考慮到資源短缺等因素，決定停止此項目，將資源集中在SSJ100與MC-21的開發上。Tu-334最終只建造了原型機。

## 外部連結
维基共享资源上的相關多媒體資源：圖-334